# Френк Капоне
Сальваторе «Френк» Капоне (нар. 16 липня 1895 — пом. 1 квітня 1924) — американський гангстер італійського походження, який брав участь у спробі захоплення Чиказького філіалу у Сісеро, штат Іллінойс. Він працював разом зі своїми братами Аль Капоне та Ральфом Капоне.

## Раннє життя
Капоне народився в 1895 році в Брукліні. Він був третім сином італійських іммігрантів Габріеле Капоне (1865—1920) та Терези Райоли (1867—1952). Його братів звали Вінченцо, Ральф, Аль, Ерміна, Джон, Альберт, Метью та Мафальда Капоне. Френк і його брати Аль і Ральф стали гангстерами. Френк й Аль росли в Нью-Йорку, згодом вони стали учасниками банди П'ять очок разом з гангстером Джонні Торріо. У 1918 році Торріо переїхав до Чикаго, щоб допомогти родичу захищати свої території. Торріо незабаром попросив Аля, а пізніше й Френка приєднатися до нього.
До 1920 року Торріо очолив банду Саут-Сайд, невдовзі почалася ера сухого закону. Оскільки банда збільшувала владу та багатство, Аль і Френк також зростали.

## Захоплення Сісеро
У 1923 році виборці Чикаго обрали нового мера Вільяма Девера, який почав розправлятися з Торріо, братами Капоне та їхньою бандою Саут-Сайд. У відповідь Торріо доручив Алю створити спікізі, будинки розпусти та незаконні гральні притони в Сісеро, передмісті Чикаго. За рік Капоне включив міського керуючого Сісеро Джозефа З. Кленгу та членів міського комітету до платіжної відомості банди. Робота Френка Капоне полягала у підтримці зв'язків банди з міською радою Сісеро. Френк був м'яким у порівнянні зі своїм братом Алєм, створював імідж поважного бізнесмена, завжди одягненого в охайний костюм.
На муніципальних виборах Сісеро 1 квітня 1924 року політики Демократичної партії кинули серйозний виклик республіканцю Кленгу та його соратникам. Щоб захистити політичний контроль в Сісеро, Френк розв'язує в місті хвилю терору. Він відправляє членів банди Саут-Сайд із пістолетами-кулеметами та обрізами до виборчих кабін, щоб переконатися, що місцеві жителі «проголосували правильно». На незгідливих виборців нападали та блокували у голосуванні. Френк очолив напад на передвиборчий штаб опонента, розгромивши його офіс, кілька працівників кампанії постраждали. Один був поранений в обидві ноги. Його затримали разом з вісьмома іншими працівниками кампанії до закінчення дня виборів.

## Смерть і поліцейське підкріплення
У міру наростання заворушень у день виборів обурені громадяни Сісеро звернулися по допомогу до судді округу Кука Едмунда Дж. Джарекі. Департамент поліції Чикаго (ДПЧ) направив 70 офіцерів у цивільному до Сісеро для підтримки порядку на виборчих дільницях. Джарекі привів їх до присяги як заступників шерифа. Офіцери ДПЧ прибули на вулиці Сісеро пізно ввечері, коли вони мало вплинули на насильство, пов'язане з виборами.
У сутінках група детективів на чолі з сержантом Вільямом К'юсаком під'їхала до виборчої дільниці на перехресті Сісеро авеню та Двадцять другої вулиці, де помітили Френка Капоне, його тілоохоронця Чарлі Фіскетті та невисокого здорового чоловіка, якого вони не впізнали. Детективи вийшли зі своєї машини та почали підходити, коли з незрозумілих причин почалася стрілянина. Пізніше кілька свідків стверджували, що гангстери ніколи не відкривали вогонь. Під час подальшого розслідування поліція стверджувала, що Френк Капоне стріляв першим. Вони показали пістолет із трьома відсутніми патронами, які, як вони заприсяглися, використовував він. Френк нібито вважав цих офіцерів у цивільному гангстерами-конкурентами. У будь-якому випадку сержант Філліп Дж. Мак-Глінн смертельно вистрілив в Капоне багато разів в наступному рукопашному бою. Фіскетті помчав через пустир неподалік, але кинув зброю та здався, коли поліція наздогнала його. Третій гангстер побіг на південь, стріляючи з рушниці в кожній руці. Йому вдалося втекти. Пізніше з'явився міський міф, що цією людиною був ніхто інший, як Аль Капоне. Фактично, третій стрілець пізніше був точно ідентифікований як Девід Гедлін; поліція також його поранила.
В кінці дня кандидат від Капоне Кленга переміг.

## Похорон гангстера
Після смерті Френка чиказькі газети були переповнені статтями, які вихваляли або засуджували ДПЧ. Пізніше розслідування коронера встановило, що вбивство Френка було виправдано, оскільки той чинив опір арешту.
4 квітня 1924 року для Френка Капоне влаштували екстравагантні похорони: навколо вкритої сріблом труни було покладено квітів на 20 000 доларів, а кортеж складався з понад 150 автомобілів. Аль придбав квіти в магазині, що належить його супернику з банди Норт-Сайд, Діну О'Баніону. Френк був похований на цвинтарі Маунт-Кармел поблизу Чикаго. «Чикаго Триб'юн» повідомила, що захід був доречним для «достойного джентльмена». З поваги до свого померлого брата Аль Капоне на дві години зачинив гральні притони та спікізі в Сісеро на час похорону.

## У популярній культурі
Морган Спектор зіграв Френка Капоне в четвертому сезоні серіалу HBO «Підпільна імперія». У ньому Френк зображений харизматичним і врівноваженим, він часто намагається охолодити Аля.

## Додаткова література
- Sifakis, Carl (2005). The Mafia Encyclopedia. New York: Da Capo Press. ISBN 978-0-8160-5694-1.
- Sifakis, Carl (2001). The Encyclopedia of American Crime. New York: Facts on File Inc. ISBN 978-0-8160-4040-7.